# Gehlenbeck
Gehlenbeck ist ein Ortsteil der ostwestfälischen Stadt Lübbecke im Kreis Minden-Lübbecke. Das ehemalige Haufendorf ist heute nach Einwohnern der zweitgrößte Ortsteil. Durch den Ortsteil fließt ein Bach, die „Gehle Beke“ (hochdeutsch: „gelber Bach“), der einst Namensgeber für das Dorf war. Der Stadtteil ist rund 11 km² groß. Mit 297 Einwohnern pro km² ist Gehlenbeck etwas geringer dicht besiedelt als die Gesamtstadt Lübbecke (398 Einw./km²). Die vergleichsweise geringe Einwohnerdichte ist vor allem durch den Umstand begründet, dass dem Ortsteil ein sehr großes Teilstück des Großen Torfmoores zugeschlagen wurde.

## Geografie

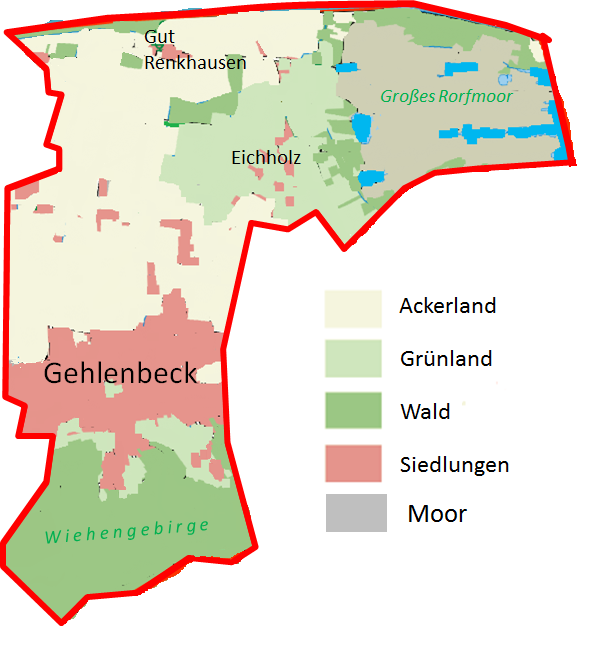
Bodennutzung des Stadtteils

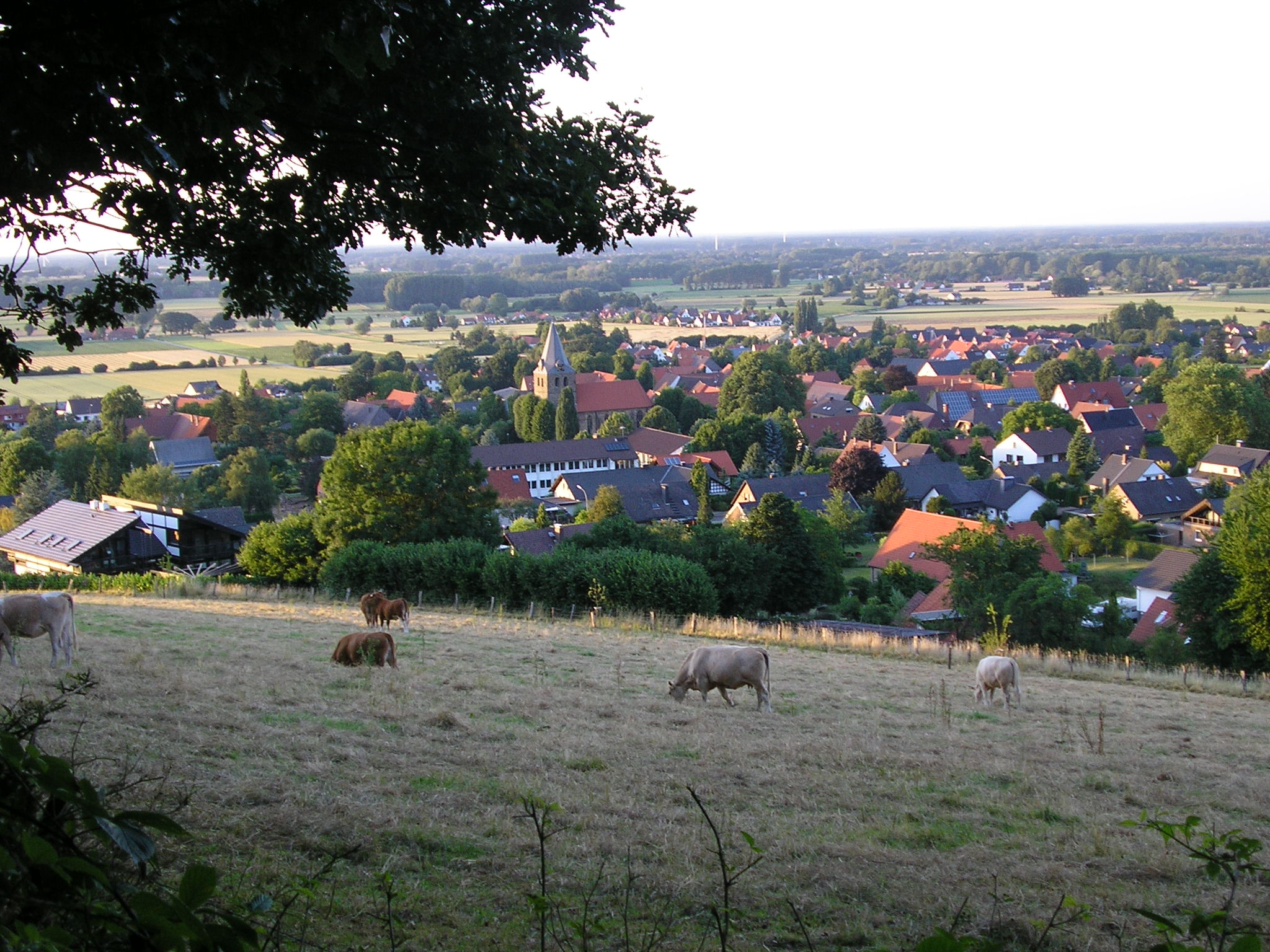
Blick auf den Dorfkern vom Wiehengebirge

### Geografische Lage

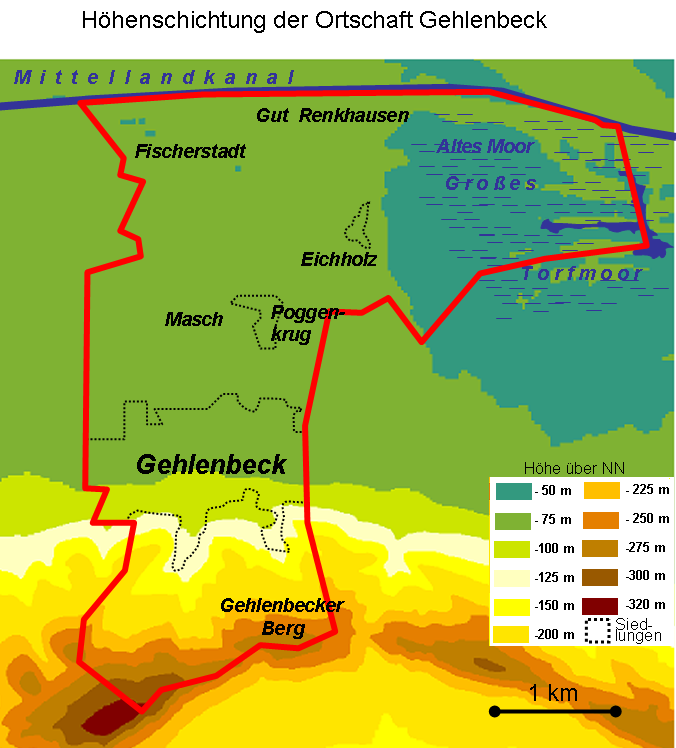
Die Topographie der Ortschaft

Gehlenbeck liegt am Nordhang des Wiehengebirges, am Fuße des Gehlenbecker Berges. Westlich grenzt es an die Kernstadt Lübbecke und östlich an den Ortsteil Eilhausen. Nördlich von Gehlenbeck liegen der Mittellandkanal und das Große Torfmoor. Die Bundesstraße 65 verläuft direkt durch den Ort. Gehlenbeck hat Anteil an allen drei Großlandschaften der Gesamtstadt Lübbecke:
- Im Süden Anteil am Wiehengebirge
- Die Mitte gehört naturräumlich zum Lübbecker Lößland
- Der Norden wiederum ist Teil der Rahden-Diepenauer Geest, wobei zu Gehlenbeck ein großer Anteil des "Lübbecker Anteils" des Großen Torfmoores gehört.

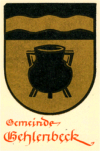
Historisches Wappen von Gehlenbeck mit Grapen

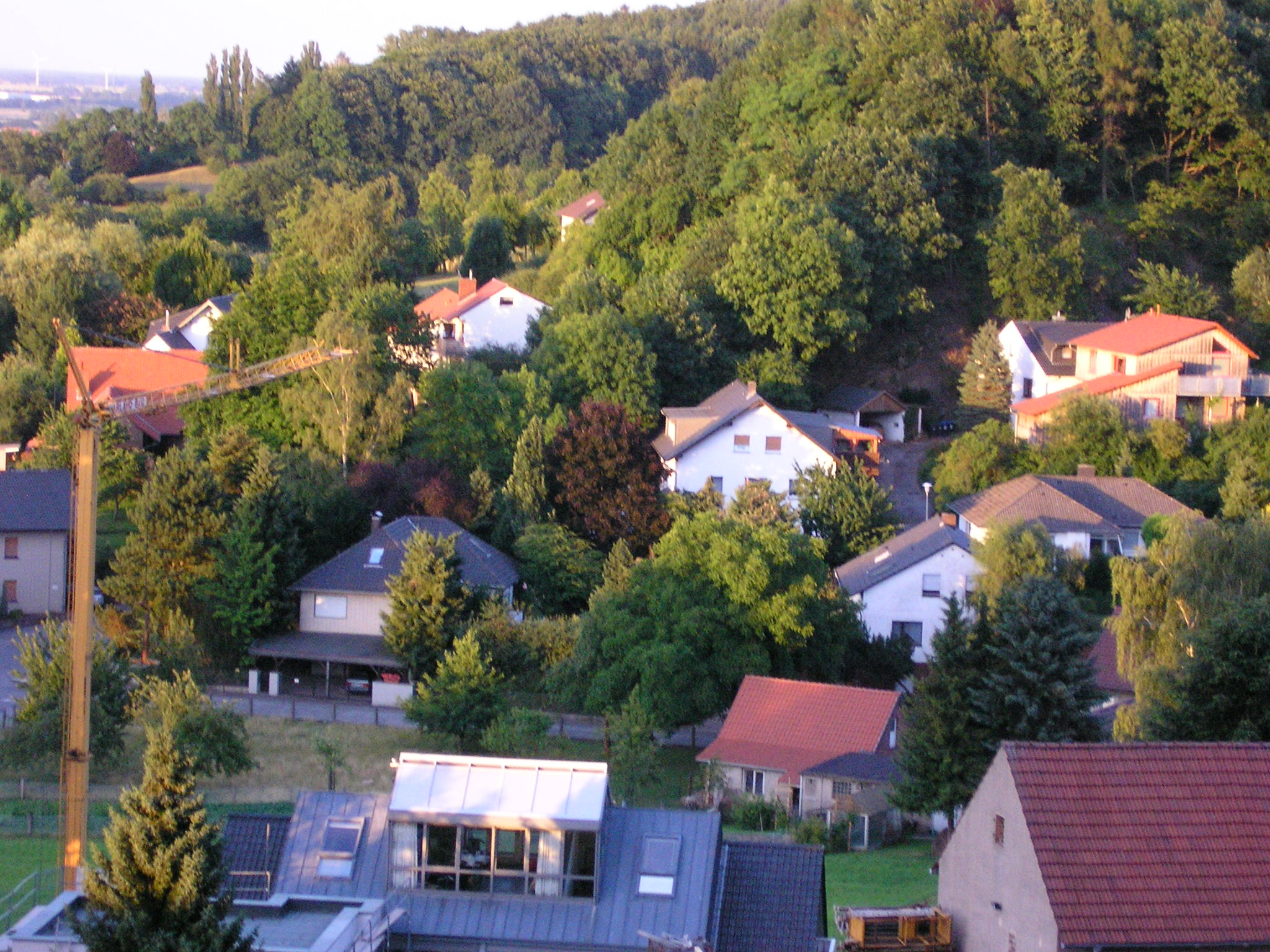
Die südlichen Ortsteile ragen ins Wiehengebirge hinein

## Geschichte
In Gehlenbeck muss es schon im 10. Jahrhundert eine Kirche gegeben haben, wie durch Ausgrabungen nachgewiesen werden konnte. Urkundlich erwähnt wird eine Kirche aber erst 1156. Die Menschen haben in Gehlenbeck in all den Jahrhunderten mit und von der Landwirtschaft gelebt. Im 19. Jahrhundert fanden auch viele Gehlenbecker in der Zigarrenindustrie Arbeit. Durch die enge Bebauung brannten 1766 und 1865 jeweils große Teile des Dorfes ab.
Gehlenbeck war bis zur Franzosenzeit Sitz einer Vogtei im Amt Reineberg des Fürstentums Minden. Von 1807 bis 1810 gehörte der Ort zum Kanton Hille des napoleonischen Satellitenstaats Königreich Westphalen. Von 1811 bis 1813 gehörte Nettelstedt unmittelbar zu Frankreich und war dort Sitz der Mairie (Bürgermeisterei) Gehlenbeck im Arrondissement Minden des Departements der Oberen Ems. 1816 kam Gehlenbeck zum neuen Kreis Rahden, aus dem 1832 der Kreis Lübbecke wurde. Im Kreis Lübbecke war Gehlenbeck der Sitz des Amtes Gehlenbeck. Im Jahr 1867 wurde ein Gebietsteil mit damals 346 ha zur Bildung der neuen Gemeinde Eilhausen ausgegliedert. Im Rahmen der nordrhein-westfälischen Gebietsreform wurde die Gemeinde Gehlenbeck am 1. Januar 1973 in die Stadt Lübbecke eingegliedert.

## Kultur und Sehenswürdigkeiten

### St.-Nikolaus-Kirche

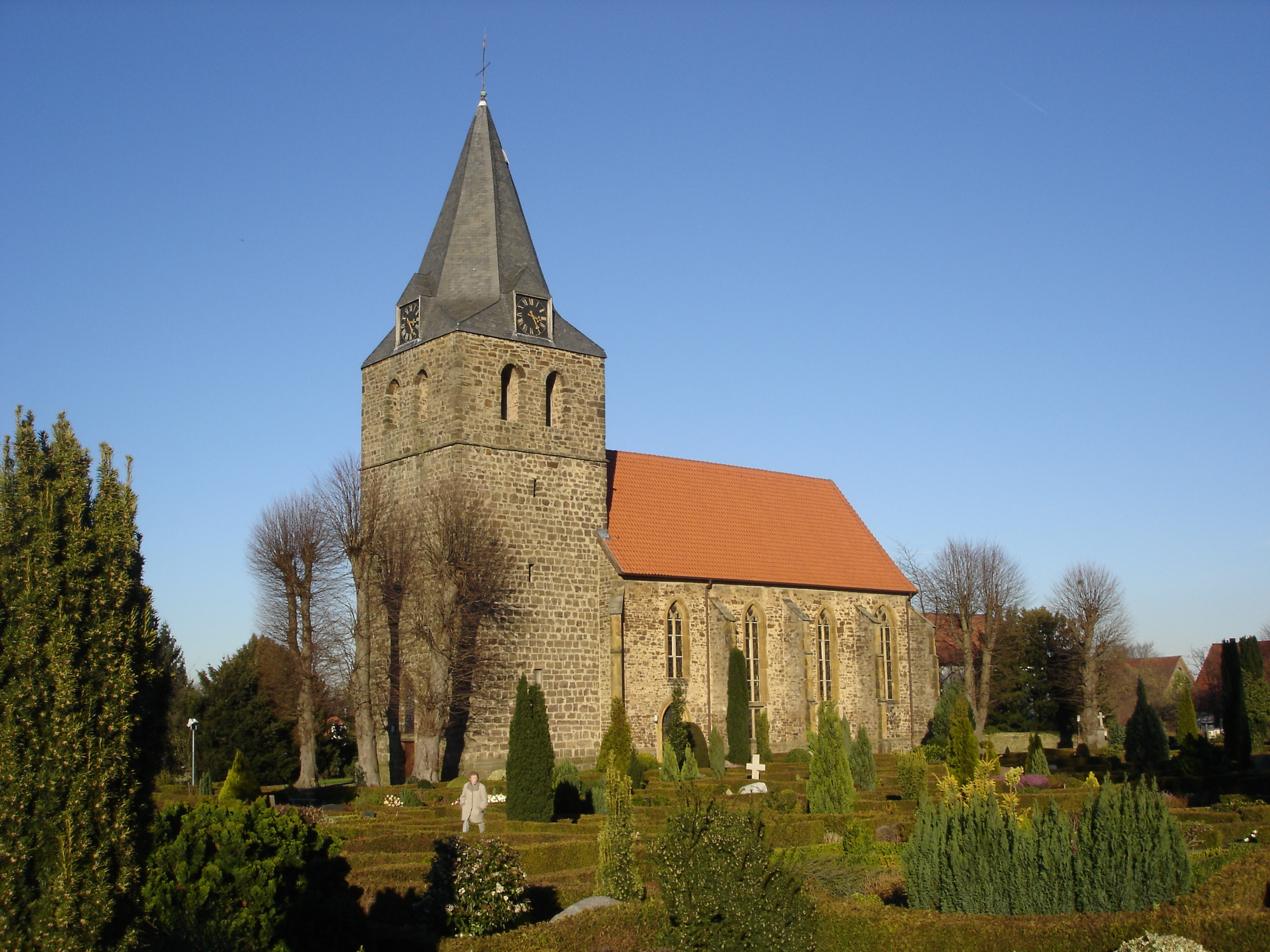
Gehlenbecker Kirche von Südwesten

Die heutige Gehlenbecker St.-Nikolaus-Kirche wurde in den Jahren um 1495 erbaut und dem heiligen Nikolaus geweiht. Eine steinerne Tafel an der Sakristei angebracht besagt in deutscher Übersetzung: „Im Jahre des Herrn 1495 ist dies Gebäude errichtet am Fest der Maria Magdalena zu Ehren des heiligen Nikolaus.“ Noch heute ist im Gehlenbecker Kirchensiegel Nikolaus zu sehen. Er hält zum Zeichen seiner Bischofswürde einen Stab mit Doppelkreuz in der Hand. Der Turm der Gehlenbecker Kirche ist wesentlich älter und vermutlich in der Zeit von 1100 bis 1150 erbaut worden. Genau belegt werden konnte dies jedoch nicht. Die St. Nikolaus-Kirche bildet den Kernpunkt der evangelischen Kirchengemeinde Gehlenbeck.

### Gehrmker Hius

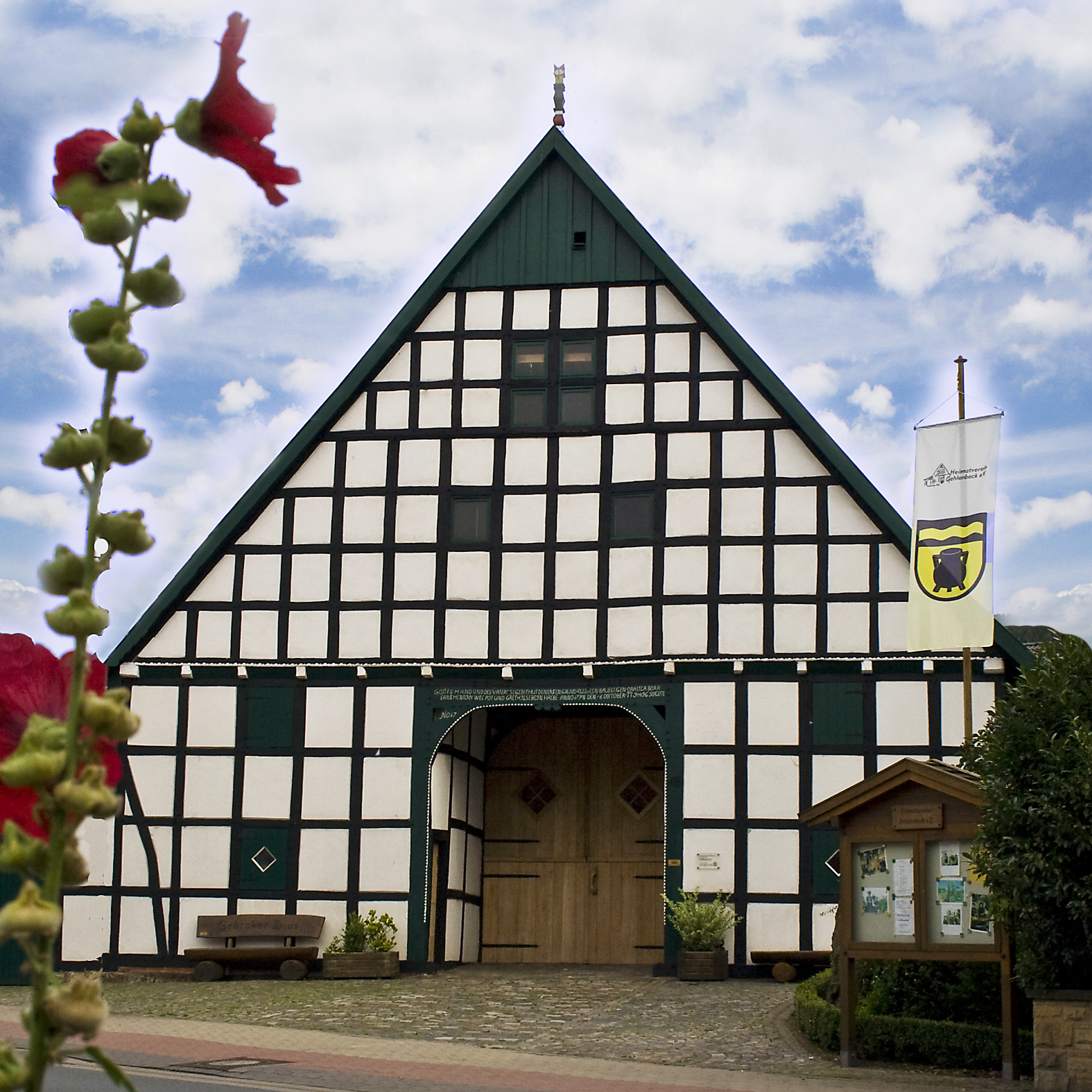
Gehrmker Hius (Nordseite des Fachwerkgiebels an der B65)

Das neue Gehlenbecker Heimathaus (auf Plattdt. "Gehrmker Hius") an der B 65 (Lindenstraße) gelegen, bietet seit neuestem einen Einblick in das Dorfleben vergangener Zeiten. Bei dem Gehrmker Hius handelt es sich um das Fachwerk-Bauernhaus der 1998 verstorbenen Marie Röthemeier, ehemals Hof Wellpott Nr. 17. Das unter Denkmalschutz stehende Haus wurde nach umfangreichen Renovierungsarbeiten am 10. Juli 2004 in einem feierlichen Festakt mit anschließendem Dorffest eingeweiht.

### Gut Renkhausen

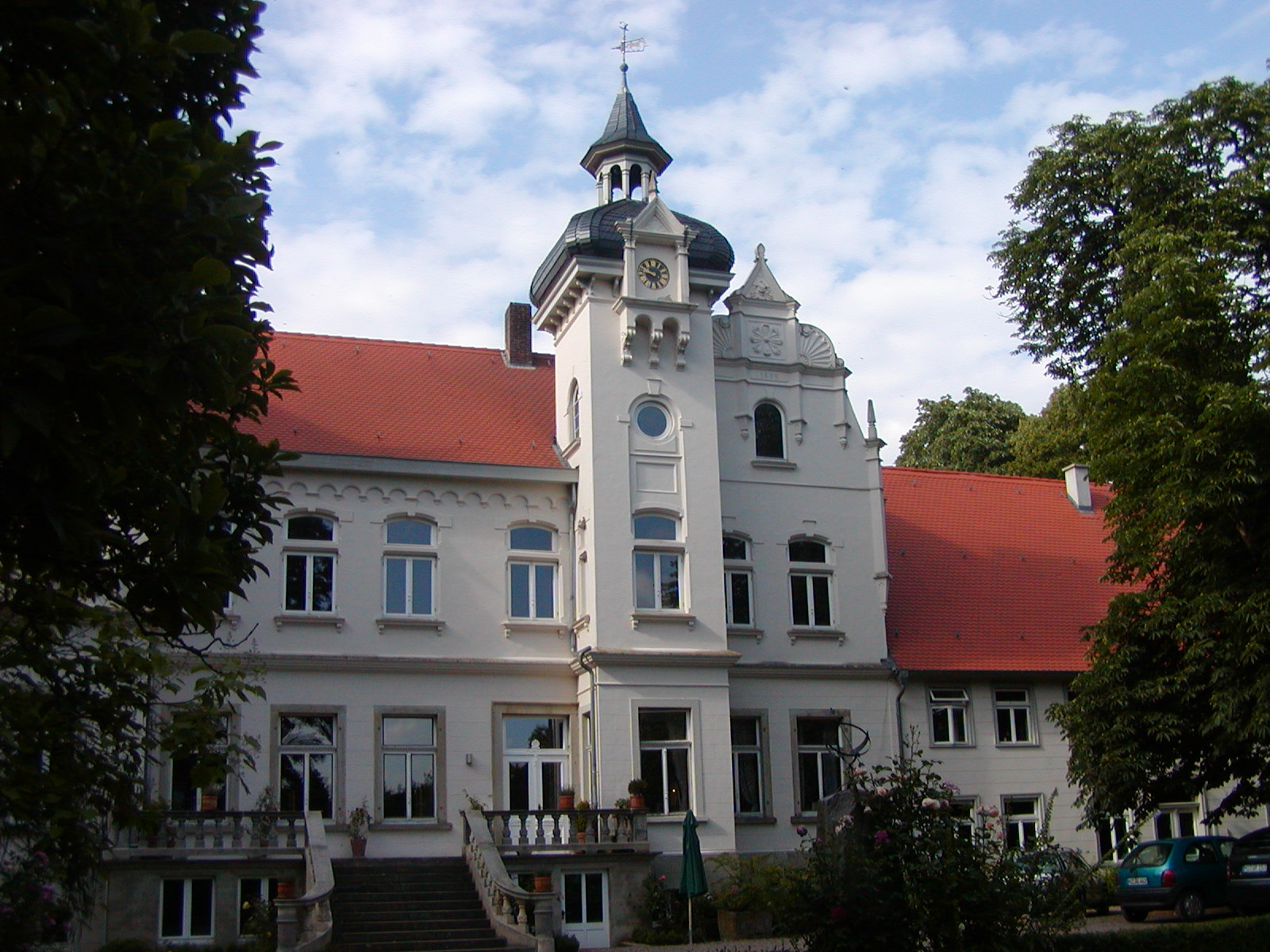
Das Herrenhaus Gut Renkhausen von Süden her

Das Gut Renkhausen ist ein Herrenhaus nahe am Mittellandkanal. Es wurde ursprünglich im 18. Jahrhundert auf den Mauern einer alten Wasserburg in Fachwerkbauweise errichtet. 1896 wurde das Gut in ein villenartiges Herrenhaus im Neo-Renaissance-Stil umgebaut. Neben der landwirtschaftlichen Nutzung kann man sich in den Räumlichkeiten standesamtlich trauen lassen und die festlichen Räume für Gesellschaften nutzen. Das „Café im kleinen Stall“ wird als Ausgangspunkt für Radtouren in das Große Torfmoor oder am Mittellandkanal genutzt.

## Sport
Der TuS Gehlenbeck bildet den mitgliederstärksten Sportverein im Ortsverbund Gehlenbeck/Eilhausen mit einer gut ausgebauten Jugendarbeit. Dieser Verein hat sein Angebot an Sportmöglichkeiten ausgebreitet und ist 1945 gegründet worden.

## Sonstiges
In Gehlenbeck befindet sich ein Freibad, seit 2005 das Einzige der Stadt Lübbecke. Von 1973 bis 2005 verfügte die Stadt über zwei Freibäder: das Amtsfreibad in Gehlenbeck und das Freibad in der Lübbecker Kernstadt.
Dies war die unmittelbare Folge der Gebietsreform und der Auflösung des Amtes Gehlenbeck. Das einst zentral in der Mitte des Amtes Gehlenbeck, knapp südlich des Mittellandkanals, liegende Amtsfreibad Gehlenbeck fiel an die Stadt Lübbecke, obschon Lübbecke bereits über ein Städtisches Freiband in der Kernstadt verfügte. Nun musste Lübbecke zwei Freibäder finanzieren. Nach jahrzehntelanger Diskussion wurde dann das alte innerstädtische Freibad in zentraler Lage 2005 nach einem Bürgerentscheid, bei dem Gehlenbeck mehr Büger mobilisieren konnte, aufgegeben und das sehr abseits gelegene Gehlenbecker Freibad wurde das einzige städtische Freibad Lübbeckes.